# 敘利亞-瑪拉巴禮天主教伊杜基教區
敘利亞-瑪拉巴禮天主教伊杜基教區（拉丁語：Eparchia Idukkensis）是東儀天主教的一個教區（敘利亞－瑪拉巴禮），包括印度喀拉拉邦伊杜基縣的一部分，受埃爾訥古勒姆暨安加馬里大總教區管轄。
教區成立於2002年12月19日，2009年有教友261,750名，佔轄區總人口百分之33.4。由173名司鐸名管理141個堂區。現任教區主教為瑪竇·阿尼庫齊卡蒂爾。